# Мияги, Киёко
Киёко Мияги (яп. 宮城喜代子, 1905—1991) — японская исполнительница на кото (школа Икута-рю), мастер жанра дзиута, председательница Японской ассоциации санкёку. Носила титул «живое национальное сокровище».

## Биография
Киёко Макисэ (яп. 牧瀬清子) родилась в городе Оцу в префектуре Сига, но в возрасте двух лет была перевезена в Кэйдзё (Сеул): туда был переведён её отец-полицейский. Она училась в местной школе для девочек (яп. 京城高等商業学校) до 13 лет, но в 1918 году бросила обучение и переехала к своей тёте Садако, которая вышла замуж за знаменитого мастера кото Митио Мияги.
По совету Садако Митио взял Киёко и её младшую сестру Кадзуэ (яп. 数江) в ученицы. Дебют Киёко как исполнительницы состоялся спустя год после начала обучения.
Мияги стала известным мастером жанра дзиута, она преподавала в Токийском университете искусств. Садако удочерила Киёко и Кадзуэ после смерти мужа в 1956 году.
В 1960 году звукозаписывающая компания JVC подписала с Мияги эксклюзивный контракт. В 1969 Киёко становится руководительницей Мемориального музея Митио Мияги. Она помогла сохранить работы Митио, в особенности его сочинения для кото в классическом стиле.
Киёко руководила Ассоциацией школы Икута-рю с 1978 года, Обществом Мияги, Японской ассоциацией санкёку (яп. 日本三曲協会); после её смерти последний пост заняла Кадзуэ. Мияги получила титул живое национальное сокровище в 1983 году, тремя годами позднее Японская академия искусств избрала её в свои члены.

## Награды
- Живое национальное сокровище (1983)[3]
- Орден Драгоценной короны 4-й (1975) и 3-й степени (1988)[3]
- Премия культуры префектуры Сига (яп. 滋賀県文化賞) (1984)[3]
- Премия культуры района Эдогава (яп. 江戸川区文化賞) (1986)[3]